# Intel 440FX

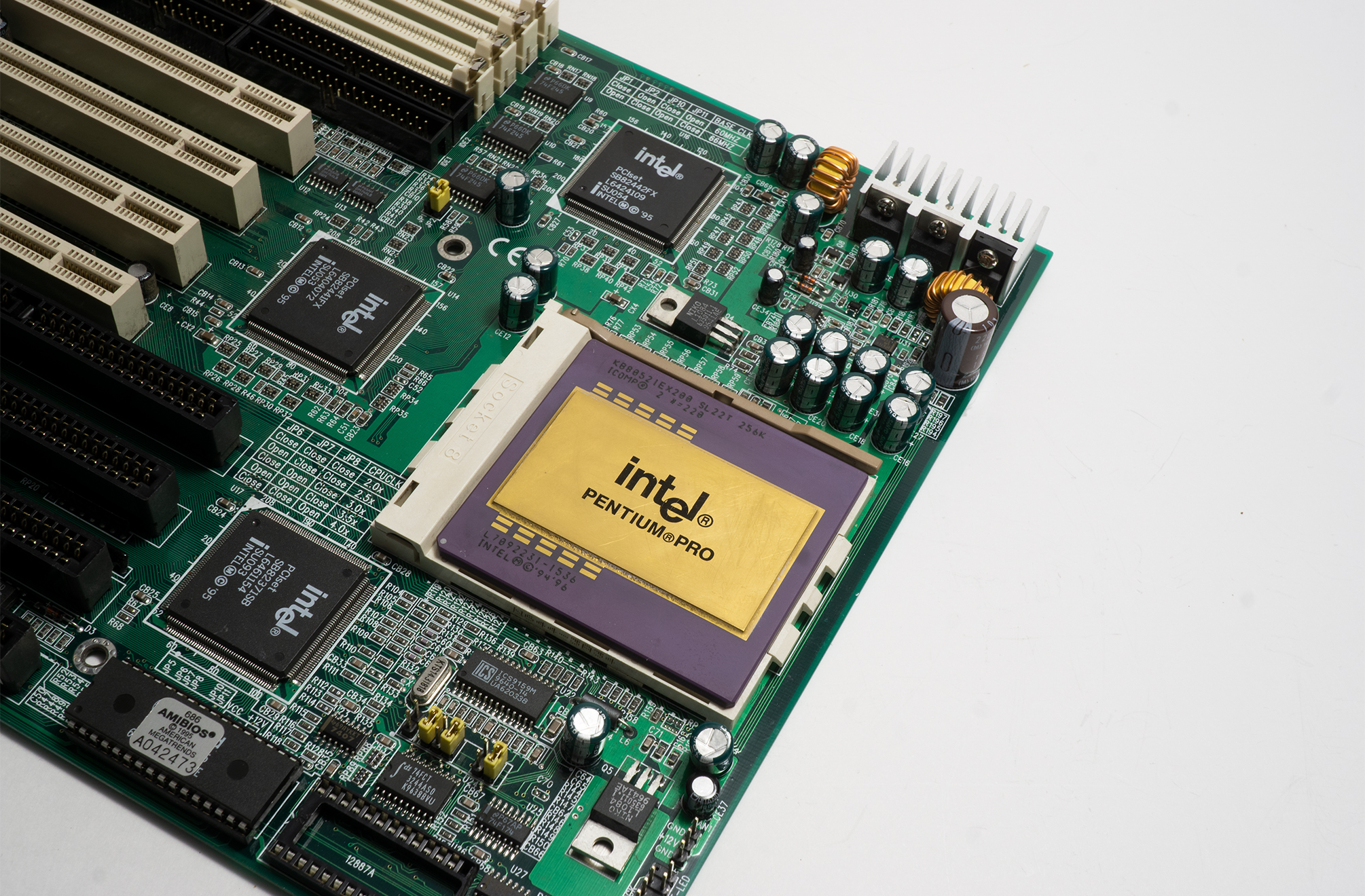
Intel Pentium Pro montado en el zócalo de una placa base

El Intel 440FX (nombre código Natoma), es un chipset de Intel, soporte para procesadores Pentium Pro y Pentium II fue usado en los primeros procesadores de Pentium II. También se le conoce como i440FX y fue liberado mayo de 1996. Los números oficiales son 82441FX y 82442FX.
440FX no soporta UltraDMA, SDRAM, o AGP. Su contraparte es el southbridge PIIX3.
Fue reemplazado por Intel 440LX.
Los diseñadores del emulador QEMU escogieron simular este chipset y su homólogo PIIX3.